# Bój pod Myszyńcem (1939)
Bój pod Myszyńcem – wrześniowe walki oddziałów Samodzielnej Grupy Operacyjnej „Narew” na pozycji ubezpieczeń.
Na rozbudowanej w Myszyńcu pozycji ubezpieczeń Samodzielnej Grupy Operacyjnej „Narew”  bronić się miał Oddział Wydzielony  kapitana Straży Granicznej Wacława Smakosza. 1 września 1939 na miasto uderzyła niemiecka 1 Brygada Kawalerii. Bezpośrednie zagrożenie zachodniego skrzydła kompanii ON „Myszyniec" spowodowało wycofanie się całej obsady obrony Myszyńca. Kontratak kompanii ON „Kadzidło” nie przyniósł spodziewanego rezultatu. Reakcja dowódcy SGO „Narew” gen. bryg. Czesława Młota-Fijałkowskiego batalionem 42 pułku piechoty okazała się dalece niewystarczająca, a użycie 71 pułku piechoty spóźnione. Niemcy wykorzystali ten ważny węzeł drogowy do przegrupowania swoich sił i uderzenia w skrzydło Armii „Modlin”, a później okrążenia i zniszczenia Samodzielnej Grupy Operacyjnej „Narew”.

## Siły i środki
Strona niemiecka
Na kierunku Myszyńca Niemcy rozlokowali 1 Brygadę Kawalerii płk. Kurta Feldta w składzie: 1 i 2. pułk jazdy, każdy po  6 szwadronów, 1 dywizjon kolarzy a trzy szwadrony i szwadron broni ciężkiej, dywizjonu  artylerii a trzy baterie artylerii i liczne pododdziały wsparcia. W sumie brygada liczyła 6665 żołnierzy, a oprócz koni posiadała 6 samochodów pancernych, 205 samochodów osobowych, 222 samochody ciężarowe, 166 motocykli bez kosza i 152 motocykle z koszem. Jej ciężkie uzbrojenie stanowiło 133 rkm le.MG 34, 44 ckm s.MG 34, 9 granatników 5 cm Gr.W, 18 moździerzy 8 cm Gr.W. 34, 12 dział leIG 18, 12 dział plot. 2 cm–Flak 30, 21 dział ppanc. 3,7 cm Pak 36, 12 armat FK 16 nA.
Strona polska
Myszyńca bronić miał Oddział Wydzielony „Myszyniec” pod dowództwem kpt. Wacława Smakosza. W jego skład weszły: kompania ON „Myszyniec” por. Józefa Szewczyka, kompania Straży Granicznej i 1 szwadron 5 pułku ułanów por. Jerzego Roszkowskiego z baterią 14 dywizjonu artylerii konnej. W czasie walki wzmocniony został kompanią ON „Kadzidło”.

Na południe od Myszyńca rozmieszczony był Oddział Wydzielony „Łodziska” w składzie: III batalion 42 pułku piechoty, pluton armat przeciwpancernych, drużyna kolarzy 42 pp, szwadron pionierów Podlaskiej Brygady Kawalerii oraz bateria artylerii lekkiej.

3 września do walki wprowadzone zostały pododdziały 71 pułku piechoty.

## Działania wojsk

### Oddział Wydzielony „Myszyniec”
Ugrupowanie oddziału wydzielonego
- linia placówek Straży Granicznej: Pełty, Łosicha, Dąbrowy, Antonia Grądzkie, Warmiak
- pierwsza pozycja oporu  Myszyńca
  - pluton cekaemów i pluton strzelecki z kompanii ON „Myszyniec” w okopach, na skraju miasta i cmentarza żydowskiego
  - dwa plutony kompanii ON „Myszyniec” w okopach na północnym skraju miasta, po obu stronach szosy Myszyniec – Ostrołęka
  - spieszony pluton z 1/5 puł z 2 cekaemami i działkiem ppanc. w okopach przy domkach ok. 1,5 km na wschód od Myszyńca
  - szwadron 5 puł z sekcją pionierów jako odwód w Drężku, z gotowością do kontrataku na korzyść obu skrzydeł OW lub obsadzenia II pozycji
  - stanowisko dowodzenia  OW „Myszyniec” w budynku komisariatu Straży Granicznej
  - pluton wzmocnienia Straży Granicznej jako odwód zgrupowany w okolicy kościoła
  - punkt zborny załóg placówek po wycofaniu się z linii alarmowej
  - punkt obserwacyjny na lewym skraju Myszyńca
  - punkt sanitarny i wozy taborowe przy stacji kolejki wąskotorowej

Obrona pierwszej pozycji
Tuż przed północą z 31 sierpnia na 1 września 1939 do komisariatu Straży Granicznej „Myszyniec” przedostał się przez granicę agent i zameldował komendantowi kpt. Wacławowi Smakoszowi, że pododdziały niemieckiej 1 Brygady Kawalerii stoją na granicy. Na wysokości placówek SG „Pełty” i „Dąbrowy” rozlokował się 1 pułk Ułanów Królewieckich. We wszystkich wysuniętych pododdziałach 18 Dywizji Piechoty już od 19.00 zarządzone było ostre pogotowie.
Rano Niemcy rozpoczęli ostrzał placówek „Pełty” i „Dąbrowy”. Wkrótce potem spieszona kawaleria przekroczyła granicę i uderzyła na obie placówki. Załogi wycofały się bez strat do Myszyńca, a posterunek minerski zniszczył most na Rozodze. Kpt. Smakosz  rozmieścił załogi placówek w pobliżu dworca kolejowego.
Około  6.00  niemiecki 1 pułk jazdy i 1 dywizjon kolarzy, wspierani ogniem artylerii i cekaemów, uderzyły na Myszyniec i zaatakowały 2 kompanię ON „Myszyniec”. Kompania por. Szewczyka atakowana od czoła i od zachodu nie wytrzymała nacisku i opuściła swoje stanowiska, wycofując się do zagajnika na południowych krańcach Myszyńca. Część żołnierzy kompanii ON  pobiegła ratować swoje rodziny i mienie. W tej sytuacji kpt. Smakosz wprowadził do walki 1 szwadron kawalerii por. Roszkowskiego. Dowódca szwadronu, po przerzuceniu spieszonego szwadronu na południowy kraniec Myszyńca i po uporządkowaniu zdezorganizowanej 2 kompanii ON, około 7.30 rozpoczął natarcie w celu odzyskania utraconej pozycji. Natarcie nie powiodło się. Niemcy umocnili się już w centrum Myszyńca i otworzyli silny ogień z dział, moździerzy i broni maszynowej. Na lewym skrzydle Niemcy atakowali z kierunku  lasu Pełty. Rozmieszczone w rejonie cmentarza gniazdo ckm i strzelające znad szosy działko ppanc z 5 puł powstrzymało natarcie. Zniszczono 2 samochody pancerne. Po pewnym czasie Niemcy ponowili atak i około 8.00 doszli do kościoła. W odpowiedzi – kontratak polski wyrzucił Niemców z miasta. Jednak groźba oskrzydlenia od zachodu spowodowała, że kpt. Smakosz zarządził wycofanie na drugą pozycję oporu w Wydmusach.
Około 10.00 Niemcy zajęli opuszczony Myszyniec i umocnili się na jego południowym skraju.
Walki o drugą pozycję
Pozycja w Wydmusach rozbudowana była pod względem inżynieryjnym w podwójną linię okopów po obu stronach szosy. Myszyniecka kompania ON zajęła obronę po wschodniej stronie szosy, spieszony szwadron 5 puł po zachodniej, pluton cekaemów st. sierż. Marcina Karcza z ON i pluton cekaemów z 5 puł po obu stronach szosy, zreorganizowana kompania Straży Granicznej  stanęła w odwodzie, w centrum ugrupowania, a punkt opatrunkowy i tabor w Zalesiu, pod osłoną sekcji z 5 puł.
Około południa niemiecki 1 dywizjon kolarzy, wzmocniony 2 baterią 1 dywizjonu artylerii konnej i samochodami pancernymi 1 pułku jazdy, przeprowadził frontalny atak, wsparty ogniem baterii artylerii i moździerzy. Jednocześnie na skrzydłach działały niemieckie patrole motocyklistów, uzbrojonych w karabiny maszynowe. Dowódca OW złożył telefoniczny meldunek do dowódcy 42 pułku piechoty o sytuacji i prosił o wzmocnienie. Kończyła się też amunicja do francuskiej broni, w którą uzbrojona była kompania ON. Dowódca 42 pp wysłał w rejon walk kadzidlańską kompanią ON i nakazał wykonanie ataku całością sił w celu odebrania Myszyńca.
Po południu polska piechota z okopów, wsparta odwodem, uderzyła na Niemców. Mimo początkowych sukcesów, natarcie załamało się w zmasowanym ogniu artylerii, przy uderzeniu 3 samochodów pancernych z równoczesnym atakiem skrzydłowym spieszonego szwadronu kawalerii niemieckiej. Pododdziały polskie wycofały się ma linię wyjściową. W walce zagrożone zostały tabor i punkt sanitarny OW. Pod Zalesiem doszło do walki wręcz. Dowódca OW zdecydował się na wycofanie na III pozycję.
Działania na trzeciej pozycji
Stanowiska na III pozycji obsadzone zostały przez przysłaną z odwodu kompanię ON „Kadzidło”. Wycofujące się z II pozycji pododdziały dotarły do niej około 16.00. Pluton ckm st. sierż. Karcza z ON z działkiem ppanc wszedł w ugrupowanie kompanii „Kadzidło” i wzmocnił jej obronę. Szwadron 5 puł por. Jerzego Roszkowskiego przeszedł do Tatar i zabezpieczył prawe skrzydło, a kompania Straży Granicznej zabezpieczyła skrzydło lewe. Osłabiona kompania ON „Myszyniec” (bez plutonu w styczności) stanowiła odwód i rozmieszczona została przy stacji Siarcza Łąka. Tabor i punkt sanitarny skierowano do Kadzidła, a rannych odwieziono kolejką do szpitala w Ostrołęce.
Potencjał obronny  pozycji Siarcza Łąka, mimo wzmocnienia jej przez kadzidlańską kompanię ON, był niewielki. Pluton ubezpieczający odwrót nie powrócił. Problemem był brak amunicji do posiadanych karabinów Lebela i Berthiera. W plutonie ckm ON pozostał już tylko jeden  Hotchkiss posiadający amunicję.

### Oddział Wydzielony „Łodziska”
Dowódca Samodzielnej Grupy Operacyjnej „Narew” gen. bryg. Czesław Młot-Fijałkowski, zaniepokojony przebiegiem działań w rejonie Myszyńca, około 16.00 przyjechał do leśniczówki Łodziska i wydał odpowiednie rozkazy. Wszystkie oddziały operujące na przedpolu Ostrołęki zostały podporządkowane dowódcy III batalionu 42 pułku piechoty mjr. Feliksowi Chmielewskiemu, a wzmocniony III/42 pp jako oddział wydzielony został skierowany na rubież Łodziska. Jednocześnie wysłał w rejon walk szefa sztabu ppłk. dypl. Stanisława Podkowińskiego z kpt. dypl. Felicjanem Majorkiewiczem do Łodzisk w celu szczegółowego wyjaśnienia okoliczności utraty Myszyńca. W wyniku tych wyjaśnień zdecydowano kompanie ON wycofać za Narew do odwodu 42 pp, a por. Szewczykowi odebrano dowództwo kompanii ON „Myszyniec”. Wieczorem, już na rozkaz mjr. Chmielewskiego, 1 szwadron 5 puł przeszedł ze Strękowej Łąki do lasu w rejonie Łodzisk w celu ubezpieczenia wschodniego skrzydła Oddziału Wydzielonego „Łodziska”.
Zgodnie z rozkazem dowódcy SGO, dowódca 42 pp przejął całkowitą odpowiedzialność za osłonę kierunku Myszyniec–Ostrołęka. Pod osłoną nocy skierował on w rejon Siarczej Łąki, wzmocnioną drużyną ckm, 7 kompanię kpt. Romana Zniszczyńskiego, a działon z plutonu artylerii piechoty 42 pp zajął stanowisko na północnym skraju Kadzidła, z gotowością wsparcia pozycji oporu „Siarcza Łąka”. Zorganizowany został też wypad siłami plutonu 7 kompanii 42 pp na Wach. W Wachu nie stwierdzono nieprzyjaciela, a na przedpolu III batalionu 42 pp w ciągu nocy nieprzyjaciel nie przejawiał inicjatywy. W ciągu nocy do Siarczej Łąki przybyła grupa około 30 ludzi z komisariatu Straży Granicznej „Zaręby”. Grupa ta została wcielona do myszynieckiej kompanii Straży Granicznej. 
Walki 2 września
Około 8.00 nieprzyjaciel uderzył na pozycje OW „Myszyniec” w Siarczej Łące. Pozycji broniły: kompania SG, kompanie ON „Kadzidło” i „Myszyniec” w centrum, 7 kompania 42 pp na lewym skrzydle oraz szwadron 5 puł na skrzydle prawym. Nacierał spieszony pułk niemieckiej kawalerii, wsparty samochodami pancernymi i motocyklami uzbrojonymi w karabiny maszynowe.
Około 9.30, zagrożona obejściem obsada „Siarczej Łąki” zaczęła się wycofywać, częściowo na Kadzidło, częściowo na Strzałki. Osłonę wycofania zabezpieczał działon z rejonu Kadzidła oraz cekaemy przydzielone do 7 kompanii 42 pp i szwadronu 5 puł.
Około 10.00 artyleria niemiecka ostrzelała Kadzidło. W wyniku pożarów pododdziały polskie wycofały się w kierunku południowym. Niemcy wkroczyli do wsi, podpalając resztę zabudowań i dokonując samosądu nad nielicznymi mieszkańcami za współdziałanie z wojskiem. Plutony ON stawiające opór na południowym skraju Kadzidła, po całkowitym wyczerpaniu amunicji, wycofały się około 12.00 w kierunku Dylewa. W ślad za nimi wycofały się również grupy Straży Granicznej, 7 kompania i szwadron 5 puł. Osłaniała artyleria pod dowództwem kpt. Bolesława Uchmana. W walce ciężko ranny został dowódca kompanii ON, por. Józef Szewczyk. Około 13.00 Niemcy ponowili silny atak i zajęli Dylewo.
W czasie, kiedy zgrupowanie kpt. Smakosza wycofywało się z Siarczej Łąki i Kadzidła, dowódca III/42 pp postanowił uderzyć na Niemców przez Szafarnię–Brzozówkę na Kadzidło. 
Przebieg działań tak opisuje dowódca 9 kompanii por. Władysław Kwiatyński:

„2.9. godz. 11. Wypad z batalionu 8 i 9 kompanii lasami przez Szafarnię – Brzozówkę na Kadzidło. Między 13 a 13.30 toczy się bitwa lotnicza nad Kadzidłem, do którego dojeżdżała dywizja pancerna nieprzyjaciela. W tej bitwie brało udział 6 samolotów, w tym 3 polskie. Polskie samoloty opanowały przestrzeń nad palącym się Kadzidłem, natomiast dwa niemieckie, po pierwszych ostrzelaniach, zaraz wycofały się z walki. Byliśmy ukryci w lesie, o tysiąc metrów przed nami stała pancerna dywizja na szosie. Dowódca batalionu, mjr Chmielewski, zdecydował się wycofać pośpiesznie, na pozycję obronną pod Łodziskami, którą na czas wypadu objęła Obrona Narodowa. Forsownym marszem powrotnym dopadliśmy swoich stanowisk w momencie, gdy nieprzyjaciel nacierał z Dylewa na naszą linię obronną. Walka trwała do późnych godzin wieczornych”.

Około 15.00 8. i 9 kompania wróciły z „wypadu”. Dowódca batalionu mjr Chmielewski uporządkował ugrupowanie bojowe na odcinku Łodziska – Olszewka. 
⇒ 9 kompania por. Kwiatyńskiego broniła szosy Dylewo – Ostrołęka, obsadziła Olszewkę i patrolowała rzekę Omulew
⇒ 8 kompania dowódca kpt. Perlitza na wschód od 9 kompanii rozlokowała się wzdłuż drogi Łodziska – Durlasy
⇒ 7 kompania kpt. Zniszczyńskiego stanowiła odwód i ugrupowała się za 9 kompanią
⇒ 1 szwadron 4 puł por. Roszkowskiego w lesie na północny wschód od Łodzisk, z zadaniem ubezpieczenia zgrupowania od strony Szafarni
Resztki  kompanii ON „Kadzidło” i „Myszyniec”, o łącznej sile około kompanii, oraz pododdział Straży Granicznej odeszły do Ostrołęki, do dyspozycji dowódcy 42 pp.
Około 17.00 nieprzyjaciel uderzył na rubież Łodziska – Olszewka. Po godzinnej walce atak został odparty, a Niemcy wycofali się do Dylewa. Dowódca 42 pp zdecydował się wzmocnić obronę oddziału wydzielonego i wysłać do dyspozycji dowódcy III/42 pp wzmocnioną plutonem ckm i plutonem działek ppanc. 6 kompanię por.Józefa Zielenkiewicza. Kompania około 21.00 zajęła stanowiska w odwodzie.

### Działania 71 pułku piechoty
Do sztabu Samodzielnej Grupy Operacyjnej „Narew” spływały meldunki rozpoznawcze o ruchach kolumn pancernych na szosie Szczytno – Chorzele i Olsztyn – Ostrołęka, a także o grupowaniu się w rejonie Myszyńca jednostki zmotoryzowanej. Około 12.00 dowódca SGO „Narew” zdecydował się reagować na tym kierunku odwodowym 71 pułkiem piechoty. Nakazał dowódcy 18 Dywizji Piechoty płk. Stefanowi Kosseckiemu wydzielić jedną kompanię strzelecką 71 pp i przetransportować ją kolejką wąskotorową w rejon Myszyńca z zadaniem rozpoznania sytuacji w tej miejscowość. Kompania miała obsadzić szosę Myszyniec – Kadzidło, by przerwać zaopatrzenia oddziałów niemieckich nacierających na Siarczą Łąkę i Kadzidło.
Ponadto dowódca dywizji miał postawić w stan gotowości marszowej odwodowy 71 pp z przydzieloną baterią artylerii z 18 pułku artylerii lekkiej. Pułk marszem pieszym miał przegrupować się na lewe skrzydło Samodzielnej Grupy Operacyjnej.
Nocny wypad kompanii 71 pp na Myszyniec
2 września około 14.00 dowódca 18 DP postawił dowódcy 71 pułku piechoty ppłk. dypl. Adamowi Zbijewskiemu i wyznaczonemu  na dowódcę wypadu dowódcy 2 kompanii 71 ppor. Eugeniuszowi Łopato-Naparlińskiemu zadanie wykonania wypadu na Myszyniec, a następnie już tylko dowódcy pułku wydał rozkaz na marsz.
Zgodnie z otrzymanym rozkazem 2 kompania 71 pp, wzmocniona 1 działkiem ppanc. i patrolem telefonicznym,  o 18.00 przybyła do Nowogardu Jednak z powodu trudności w uzyskaniu odpowiedniego taboru opóźniono załadunek i kompania przybyła do Łysego dopiero o świcie, skąd  marszem ruszyła pod Myszyniec. Po rozwinięciu się z marszu, w płaskim terenie rozpoczęła natarcie i opanowała skraj miasta. Tu jednak dostała się pod huraganowy ogień broni maszynowej i moździerzy zmotoryzowanego oddziału niemieckiego, poniosła znaczne straty w ludziach i zadania nie wykonała. Ciężko ranny dowódca kompanii dostał się do niewoli, dowódcy plutonów: ppor. Malanowski i ppor. Kasprzycki polegli.  Ogółem straty kompanii wynosiły około 30 zabitych i 60 rannych. Reszta kompanii pod dowództwem ppor. Lubienieckiego wycofała się do Nowogrodu, a tam została skierowana w rejon Szablak jako uzupełnienie załogi tego odcinka. Była to cena uzyskania informacji, że Myszyniec był tej nocy i tego rana obsadzony przez silny zmotoryzowany oddział nieprzyjaciela.
Działania sił głównych 71 pułku piechoty
W czasie, kiedy 2 kompania była przewożona kolejką wąskotorową do Myszyńca, siły główne 71 pułku piechoty maszerowały w rejon Dylewa i Kadzidła. W Nowogrodzie dołączyła do pułku 4 bateria 18 pal por. Mieczysława Zielińskiego, drużyna budowlana i patrol telefoniczny oraz pluton sanitarny. Marsz odbywał się ciężką, leśną drogą, z głębokimi piachami, które powodowały częste zatrzymywanie się kolumny.  Motocykliści i kolarze z trudem prowadzili w piachu swe pojazdy. Grzęzły też wozy i działa. Około 2.00 zarządzono odpoczynek, a około 6.00  kolumna ruszyła w dalszą drogę. Rejon Brzozówka – Gibałka osiągnęła 10.00.
4 września o 10.00 w Lelisie odbyła się odprawa operacyjna z udziałem dowódcy 18 DP, dowódców 42 i 71 pp, dowódcy 3/42 pp oraz dowódcy AD 18 DP. Po krótkiej analizie otrzymanych meldunków ustalono plan uderzenia w bok maszerującej kolumny nieprzyjaciela. I batalion 71 pp, przy wsparciu 4 baterii 18 pal, miał nacierać w kierunku na Kadzidło z podstawy wyjściowej na północno-zachodnim skraju lasu Brzozówka. Ubezpieczenie wzdłuż Rozogi zapewnić miał 1 szwadron 5 puł. Natomiast III batalion 42 pp, wsparty przez 2 baterię 18 pal, z zajmowanych stanowisk miał nacierać czołowo wzdłuż szosy na Dylewo. Początek natarcia ustalono na 14.00; stanowisko dowodzenia dowódcy 18 DP w czasie uderzenia przy dowódcy 71 pp w Brzozówce.
Wspólne natarcie 71 i 42 pułku piechoty
Po osiągnięciu miejscowości Uroczyska-Pustelnia i Gibałki, 71 pułk piechoty wysłał bojowe patrole rozpoznawcze  w kierunku Kadzidła. Nie stwierdziły one obecności nieprzyjaciela w  Gralach-Golance i w Kadzidle. Potwierdzili to zwiadowcy 4 baterii 18 pal. Rozpoznanie szwadronu por. Roszkowskiego z 5 puł zameldowało, że nie ma nieprzyjaciela także w Myszyńcu. W tej sytuacji zarządzono odwrót po tej samej trasie w kierunku na Nowogród.
W tym samym czasie III batalion 42 pp wyruszył do natarcia na Dylewo. Na lewym skrzydle nacierała 9 kompania, na prawym 8 kompania, w centrum 6 kompania. W odwodzie batalion posiadał 7 kompanię. Wsparcie zapewniała 8 bateria 18 pal. Po osiągnięciu południowego skraju Dylewa, nie stwierdziwszy obecności nieprzyjaciela, pododdziały przeszły z tyraliery w linię kolumn. Po dotarciu do północnego skraju Dylewa mjr Chmielewski, wobec nieobecności nieprzyjaciela, zatrzymał natarcie i nakazał powrót na podstawę wyjściową, w rejon Łodzisk.
Mieszkańcy Dylewa stwierdzili, że niemieckie oddziały pancerne i zmotoryzowane w nocy z 2 na 3 i z 3 na 4 września przeszły przez Dylewo w kierunku Baranowa. Uderzenie na Niemców w Dylewie i Kadzidle okazało się natarciem w próżnię – było spóźnione o 24 godziny.
W godzinach wieczornych 5 września mjr Chmielewski rozpoczął wycofywanie oddziału za Narew. Po przejściu rzeki wysadzono mosty w Ostrołęce. Dnia 6 września III/42 pp zluzował batalion ON „Kurpie” nad Narwią, który jako odwód przeszedł do lasu w rejonie Kamianki.